# Salmon P. Chase

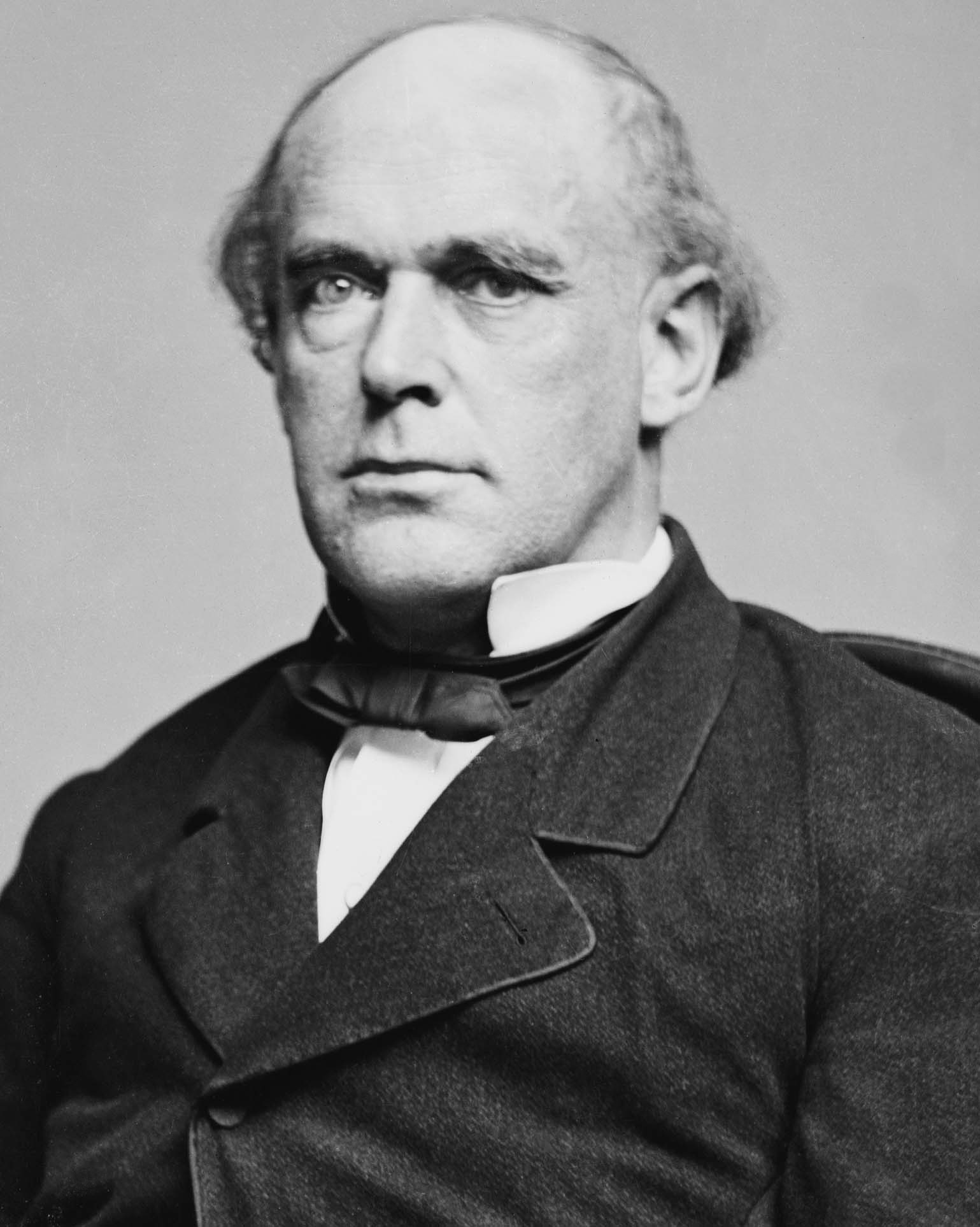
Salmon P. Chase (zwischen 1860 und 1865)

Salmon Portland Chase (* 13. Januar 1808 in Cornish, Sullivan County, New Hampshire; † 7. Mai 1873 in New York City) war ein US-amerikanischer Politiker und Jurist während des Sezessionskrieges. Er war Vorsitzender Richter des Obersten Gerichtshofes. Vorher war er 1860 bis 1864 Finanzminister unter Abraham Lincoln sowie zwischen 1856 und 1860 der 23. Gouverneur von Ohio, davor Senator im US-Senat. Chase war neben Levi Woodbury die bisher einzige Persönlichkeit, die auf Bundesebene sowohl der Legislative, der Exekutive als auch der Judikative angehörte und zudem auch Gouverneur war. Chase ist der einzige, der mit dieser Vorgeschichte auch Vorsitzender Richter am Obersten Gerichtshof war.

## Frühe Jahre
Chase verlor seinen Vater bereits als Neunjähriger, deswegen wurde er von seinem Onkel Philander Chase, einem Bischof, großgezogen. Chase studierte zunächst an den Allgemeinen Hochschulen von Worthington in Ohio und Windsor in Vermont, später am Cincinnati College, und machte 1826 seinen Hochschulabschluss am Dartmouth College. Weiterhin wurde er von Justizminister William Wirt ausgebildet und 1829 als Rechtsanwalt zugelassen.

## Politische Laufbahn
Im Jahr 1830 zog er nach Cincinnati, wo er vorher schon studiert hatte, und gewann dort in der Anwaltschaft eine gewisse Prominenz. 1836 schloss er sich der Anti-Sklaverei-Bewegung an und etablierte sich als Anwalt, der Flüchtlinge vor Gericht vertrat. Er vertrat die Meinung, dass die Regierung durch die Verfassung nicht berechtigt sei, Sklaverei zu unterstützen und zu akzeptieren. Im Jahr 1840 wurde Chase in den Stadtrat von Cincinnati gewählt. Zwischen 1849 und 1855 vertrat er seinen Staat Ohio im US-Senat. Über die Liberty Party und die aus ihr hervorgehende Free Soil Party wurde Chase dann Mitglied der neuen Republikanischen Partei. Als deren Kandidat wurde er im Jahr 1855 zum neuen Gouverneur seines Staates gewählt. Der Wahlkampf war von der Frage der Sklaverei beherrscht.

### Gouverneur von Ohio
Chase trat sein Amt am 14. Januar 1856 an. Nach einer Wiederwahl im Jahr 1857 konnte er bis zum 9. Januar 1860 im Amt bleiben. In seiner Amtszeit wurde ein geologisches Gutachten zur Erforschung der Bodenschätze Ohios in Auftrag gegeben. Ein Eisenbahnausschuss wurde ins Leben gerufen. Ein statistisches Landesamt wurde eingerichtet und die Rechte der Frauen wurden gestärkt, indem sie nun Eigentumsrechte zugestanden bekamen.

### Finanzminister der Vereinigten Staaten
Im Jahr 1860 war er als Präsidentschaftskandidat für die Republikanische Partei im Gespräch. Er scheiterte zwar, war aber nun nach Abraham Lincoln der bekannteste Republikaner im Land und hatte sich mehr gegen die Sklaverei eingesetzt als jedes andere Mitglied seiner Partei. Am 6. März 1861 wurde er dann von Abraham Lincoln zum Finanzminister ernannt. Daraufhin trat er als US-Senator zurück. In dieses Amt war er im Herbst 1860 ein weiteres Mal gewählt worden. Die Legislaturperiode begann am 4. März 1861, damit war er zum Zeitpunkt seines Rücktritts gerade einmal zwei Tage im neu gewählten Senat gewesen.
Als Finanzminister im Kabinett Lincoln zwischen 1861 und 1864 – während der ersten drei Jahre des Sezessionskrieges – leistete er Dienste von größtem Wert; er führte das Nationale Banksystem und das Papiergeld ein. Das Banksystem arbeitete er alleine aus und stellte es schließlich dem Kongress vor, der es daraufhin annahm. Dieses System erlaubte es, durch die staatliche Ausgabe von Geld den Sezessionskrieg zu finanzieren, ohne die damals üblichen Zinsen von bis zu 20 % per annum für Kredite von Privatbanken zu bezahlen. Demgegenüber finanzierten sich die Südstaaten über normale Bankkredite (aus Frankreich), die jedoch nach dem Krieg von den Nordstaaten zurückgezahlt werden mussten.

## Oberster Bundesrichter der USA

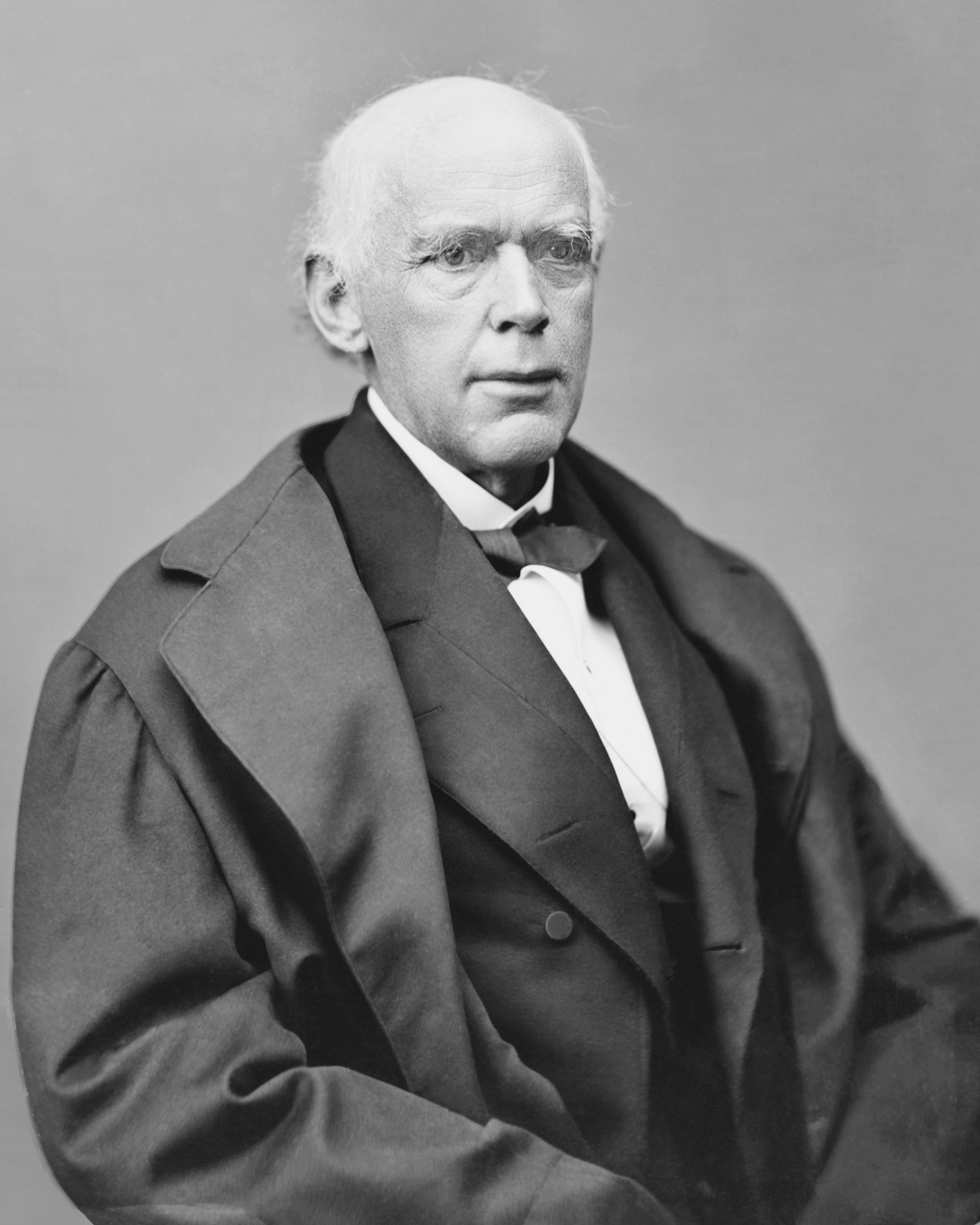
Salmon P. Chase als Chief Justice

Im Juni 1864 trat er als Finanzminister zurück. Nach dem Tod des Obersten Bundesrichters Roger B. Taney im Oktober 1864 wurde Chase von Präsident Lincoln zu dessen Nachfolger als Chief Justice ernannt. Dieses Amt behielt er bis zu seinem Tod im Jahr 1873. Eine seiner ersten Taten in seinem neuen Amt war die Zulassung des Afroamerikaners John Rock als Rechtsanwalt vor dem Obersten Gericht. In seiner Eigenschaft als Oberster Bundesrichter war Chase Vorsitzender Richter beim gescheiterten Amtsenthebungsverfahren gegen Präsident Andrew Johnson im Jahr 1868. Salmon Chase starb im Jahr 1873.

## Familie
Am 4. März 1834 heiratete Chase Catherine Jane Garniss, die am 1. Dezember 1835 an Kindbettfieber verstarb. Ihre Tochter Catherine starb vier Jahre später.
Am 26. September 1839 ging Chase die zweite Ehe ein mit Eliza Ann Smith. Von den drei Töchtern überlebte nur Catherine Jane, genannt Kate. Kate heiratete Senator William Sprague, Textilfabrikant und früherer Gouverneur von Rhode Island. Kates Ehe wurde 1882 geschieden (Das Geld von Sprague finanzierte die politischen Ambitionen von Salmon Chase). Seine Frau Eliza verstarb am 29. September 1845.
Chase dritte Ehefrau wurde Sarah Bella Dunlop Ludlow am 6. November 1846. Von zwei Töchtern überlebte nur Chase' geliebte Tochter Janet (Nettie) Ralston (Mrs. W. S. Hoyt). Sarah starb an Tuberkulose am 13. Januar 1852.

## Ehrungen (posthum)

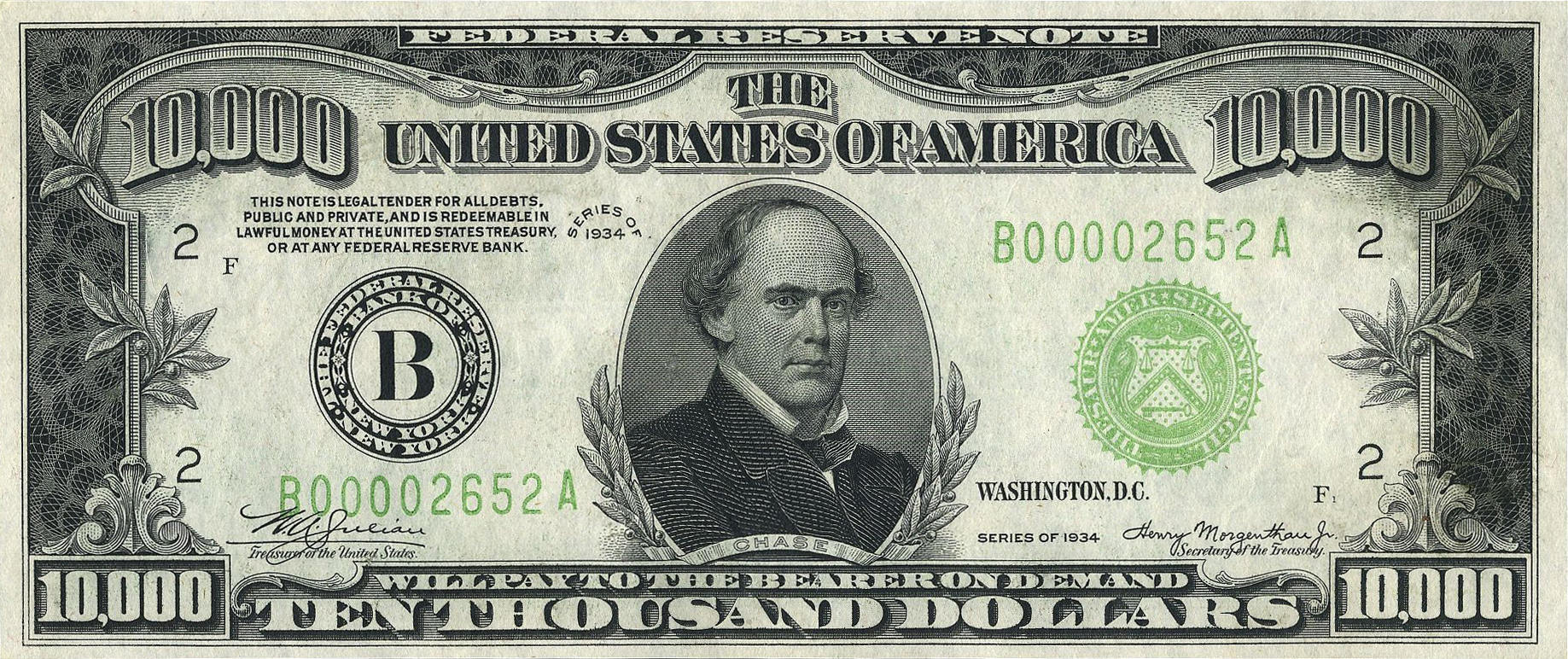
Salmon P. Chase auf dem $10.000-Schein

Nach Salmon P. Chase ist Chase County in Kansas benannt.
Zum Dank für die Einführung der Banknoten wurde sein Porträt auf den $10.000-Scheinen gedruckt, die allerdings hauptsächlich zwischen Banken genutzt wurden und kaum im öffentlichen Umlauf waren.
Der Name der heutigen JPMorgan Chase, in den USA oft verkürzt benannt als Chase Bank, geht ebenfalls auf Salmon P. Chase zurück. Sie ist heute die größte Bank der USA und laut Forbes das weltweit drittgrößte an einer Börse notierte Unternehmen. Zu Ehren des vier Jahre zuvor Verstorbenen wurde 1877 die Chase National Bank of the City of New York nach ihm benannt, die 1955 mit der Manhattan Bank zur Chase Manhattan Bank fusionierte. Im Jahr 2000 wurde J.P. Morgan & Co übernommen, seitdem wird der zusammengesetzte Name genutzt. Als Sitze der Bank sind indirekt auch mehrere Hochhäuser nach ihm benannt, so die Chase Tower in Amarillo, Chicago, Dallas, Indianapolis und Phoenix.